# Тобрук
Тобрук (арап. طبرق) је град у Либији, у регији Ал Бутнан. По подацима из 2006. у граду је живело 180.000 становника. Као средоземна лука и крајња тачка нафтног цевовода Тобрук је важно привредно средиште Либије.
За време Другог светског рата је био важно упориште британских снага у северној Африци. Немачки афрички корпус је освојио град 21. јуна 1942.